# Jan Muskata
Jan Muskata (1250? Vratislav – 7. února 1320) byl biskup krakovský, diplomat a během sporů o polské dědictví straník českých králů.

## Život
Na krakovský biskupský stolec dosedl pročesky orientovaný Jan Muskata roku 1294 a stal se důležitým představitelem přemyslovské politiky v Polsku. O Muskatově významu pro českého krále Václava II. svědčí skutečnost, že byl roku 1301 v doprovodu mladého Václava III., snoubence uherské dědičky Alžběty při cestě do Uher. Václav zde byl v srpnu 1301 korunován svatoštěpánskou korunou a Muskata se měl stát vicekancléřem a hlavním správcem Václavovy kanceláře. Zdá se, že vicekancléřem se tento protřelý diplomat nestal, protože roku 1302 je ve funkci doložen Štěpán, probošt ze Stoličného Bělehradu. Během své uherské vlády byl Václav III. nucen své příznivce motivovat cennými dary. Jan Muskata tak obdržel od mladého panovníka hrad Plaveč v Šariši.
Roku 1302 se vyostřil papežův nesouhlas s přemyslovskou vládou v Uhrách a Jan Muskata, kterého uherští magnáti a duchovní neměli příliš v lásce a kterého papež předvolal do Říma ke slyšení, se ve strachu z hrozící ztráty biskupského úřadu raději vrátil do Krakova.
Přemyslovská vláda v Uhrách skončila fiaskem o tři roky později a díky nepřátelské koalici byla ohrožena i vláda v Čechách. Václav II. podlehl roku 1305 tuberkulóze a na jeho místo nastoupil Václav III., jenž byl nucen za cenu ztrát některých území uzavřít smír s římským králem Albrechtem. V říjnu 1305 Václav rezignoval na uherskou korunu a přenechal nárok svému bratranci Otovi Dolnobavorskému. Zřejmě v tuto dobu také zrušil své zasnoubení s Alžbětou Arpádovnou a uzavřel sňatek s Violou, dcerou těšínského vévody. Zdá se, že zprostředkovatelem sňatku mohl být Jan Muskata, na kterého v tu dobu dotíral Vladislav Lokýtek. Do potíží uváděl Lokýtek i hejtmana Oldřicha z Boskovic. V lednu 1306 se podařilo německým rytířům v Toruni dojednat devítiměsíční příměří, které však Lokýtek po obdržení posil z Uher nedodržel a pokoušel se o dobytí Krakova, ve kterém byla česká vojenská posádka, a zdá se, že Muskata udržel město až do doby po zákeřném zavraždění Václava III.